# Perroquet à ventre rouge
Poicephalus rufiventris
Espèce
Statut de conservation UICN

 LC  : Préoccupation mineure
Statut CITES
Le Perroquet à ventre rouge (Poicephalus rufiventris) est une espèce de perroquet coloré de la famille des psittacidae.

## Description
Le Perroquet à ventre rouge présente une coloration gris-brun sur le dessus du corps (tête, dos, haut de la poitrine et ailes) avec un dégradé gris orangé sur les joues et la poitrine. Seuls les mâles sont pourvus de ce dernier.

## Habitat et répartition

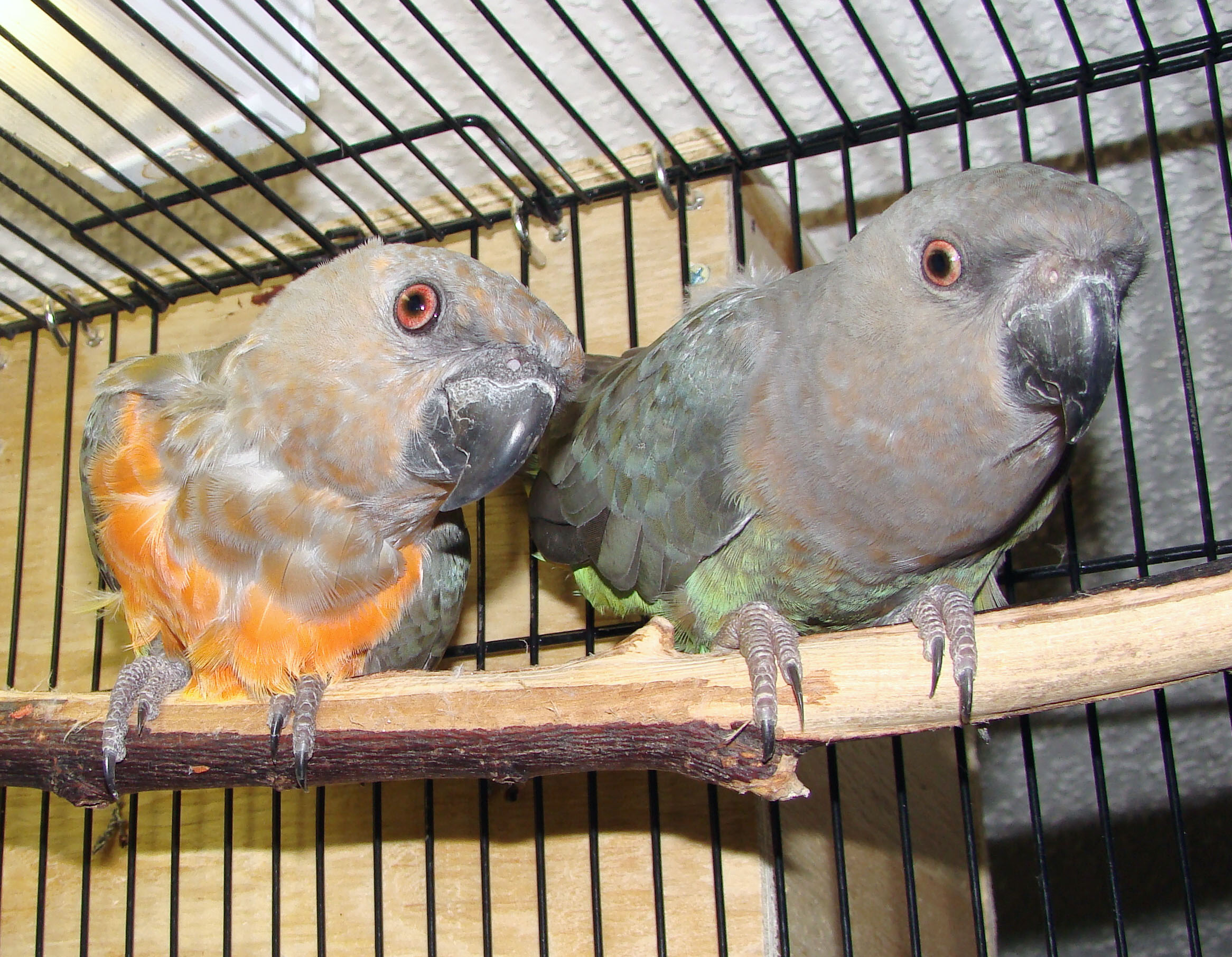

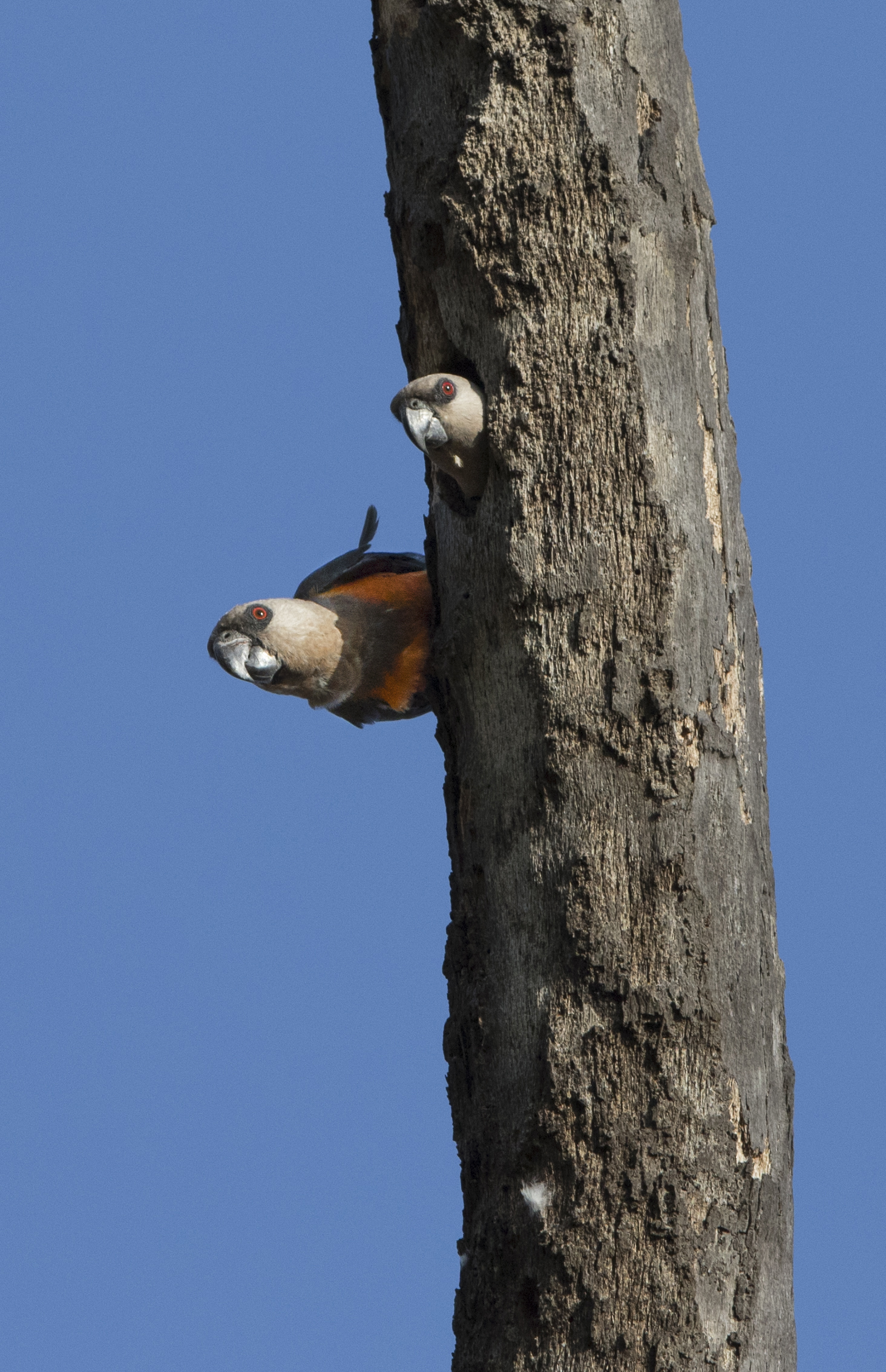
Poicephalus rufiventris, Réserve nationale de Samburu.

Il fréquente le milieu aride, partiellement de Commiphora et de baobabs.

Son aire s'étend sur la corne de l'Afrique, le Kenya et le nord-est de la Tanzanie.

## Mensurations
Il mesure 25 cm pour un poids d'environ 120 g.

## Alimentation
Il se nourrit notamment de figues et de graines d'acacia, de Balanites aegyptiaca, Cordia ovalis...

## Sous-espèces
Il y a deux sous-espèces de cet oiseau :
- Poicephalus rufiventris rufiventris du sud de l'Éthiopie au nord-est de la Tanzanie ;
- Poicephalus rufiventris pallidus de Somalie et de l'est de l'Éthiopie.